# Jutta Lambrecht
Jutta Lambrecht (* 30. April 1958 in Trier) ist eine deutsche Musikwissenschaftlerin, Bibliothekarin und Archivleiterin.

## Leben und Wirken
Jutta Lambrecht studierte Musikwissenschaft, Geschichte und Kunstgeschichte an der Universität Bonn und promovierte dort 1986 bei Martin Staehelin. Als Bibliotheksreferendarin an der Staatsbibliothek zu Berlin (Preußischer Kulturbesitz) trat sie 1987 in die Ausbildung für den höheren Bibliotheksdienst ein und legte die Fachprüfung hierfür 1989 an der Fachhochschule für Bibliotheks- und Dokumentationswesen in Köln ab. 1988 wurde sie Mitglied der Kommission für Ausbildungsfragen des Vereins Deutscher Bibliothekare. Von 1989 bis 1991 arbeitete sie zunächst als wissenschaftliche Bibliothekarin in der Musikabteilung der Staatsbibliothek zu Berlin. Im Jahre 1991 wechselte sie zum Westdeutschen Rundfunk in Köln und übernahm dort die Leitung des Notenarchivs, später des Musikarchivs.
Von 1991 bis zu deren Auflösung im Jahr 2003 war sie nebenamtliche Dozentin für Musik und Buchkunde an der Fachhochschule für das öffentliche Bibliothekswesen [FHBD] in Bonn. Sie war von 1999 bis 2011 Schriftleiterin und Redakteurin der Fachzeitschrift Forum Musikbibliothek und arbeitet in verschiedenen Fachgremien der Musikbibliotheken mit. 2011 startete sie die Webseite info-netz-musik. Rezensionen und Neuigkeiten aus dem Musikleben.

## Veröffentlichungen
- Servatius Rorifs Brief vom 1. November 1565. Ein Mosaikstein zur Biographie des Organisten und Orgelbauer. In: Collegium musicologicum / Beethoven-Archiv Bonn, Jg. 1985, S. 21–30.
- Das "Heidelberger Kapellinventar" von 1544 (Codex Pal. Germ. 318). Edition u. Kommentar (= Heidelberger Bibliotheksschriften, Bd. 26). Zwei Teile. Universitätsbibliothek Heidelberg 1987, ISBN 3-9801803-0-1 (Dissertation Universität Bonn) (PDF).
- Nicht jede Musik paßt für jeden ...? Anmerkungen zur Musik im Dritten Reich. In: Bazon Brock/Achim Preiß: Kunst auf Befehl? Dreiunddreißig bis fünfundvierzig. Klinkhardt u. Biermann, München 1990, S. 137–159, ISBN 3-7814-0285-1.
- (mit Hans-Otto Korth u. Helmut Hell): Die Handschriften des 15. - 19. Jahrhunderts in mensuraler und neuerer Notation. Katalog (= Kataloge der Musikabteilung / Staatsbibliothek zu Berlin, Reihe 1, Bd. 13). Henle, München 1997, ISBN 3-87328-087-6.
- Von der Weimarer Republik ins 21. Jahrhundert. 85 Jahre WDR-Notenarchiv. In: das Orchester 12/2012, S. 34.
- Noten. In: Markus Behmer (Hrsg.): Das Gedächtnis des Rundfunks. Die Archive der öffentlich-rechtlichen Sender und ihre Bedeutung für die Forschung. Springer VS, Wiesbaden 2014, S. 189–196, ISBN 978-3-531-19012-9.
- (Hrsg.): Leo Blech. Komponist, Kapellmeister, Generalmusikdirektor (= Jüdische Miniaturen, Bd. 173). Hentrich & Hentrich, Berlin 2015, ISBN 978-3-95565-091-9.
- Das Gedächtnis des Rundfunks. Rundfunkarchive und ihre Bedeutung für die Musikwissenschaft. In: Antje Kalcher (Hrsg.): Archive zur Musikkultur nach 1945. Verzeichnis und Texte. edition text + kritik, München 2016, S. 164–174, ISBN 3-86916-497-2.
- Leo Blech. Dirigent und Komponist (1871–1958), Februar 2021, In: Internetportal Rheinische Geschichte (abgerufen am 2. Oktober 2024).
- "Dem Mimen flicht die Nachwelt keine Kränze". Leo Blech zum 150. Geburtstag. In: Mr-Mitteilungen / Musica Reanimata, Bd. 106 (2021), S. 1–13.
- "... der Zukunft zugewandt" Archive und Bibliotheken: Pioniere der Nachhaltigkeit. In: Das Journal [der Hochschule für Musik und Tanz Köln]. Heft 4 #Nachhaltigkeit (2022), S. 16–18.
- Die WDR-Archive als Spiegel der Musikförderung durch den Rundfunk. In: Helmut Rönz u. a. (Hrsg.): "Refugium einer politikfreien Sphäre?" Musik und Gesellschaft im Rheinland des 19. und 20. Jahrhunderts. Böhlau, Köln 2023, S. 189–206, ISBN 978-3-412-51902-5.
- Jutta Lambrecht: "Ich würde Ihnen folgen, wohin Sie wollen, [...] sogar zu den Botokuden" Leo Blech - Engelbert Humperdinck - eine lebenslange Freundschaft. In: Hokuspokus Hexenschuss, Band 3 - Festschrift Engelbert Humperdinck zum 170. Geburtstag. Michael Imhof Verlag, Petersberg 2025, ISBN 978-3-7319-1496-9, S. 88–101.